# Lillian Lagomarsino de Guardo
Lillian Lagomarsino de Guardo (Buenos Aires, 6 de abril de 1911-Buenos Aires, 30 de junio de 2012) fue una empresaria argentina que acompañó a Eva Perón en su gira por Europa de 1947 y que más adelante fundó una empresa del ramo gastronómico.

## Biografía
Nació en el seno de una familia en buena posición económica. Su padre fundó la empresa Lagomarsino, la primera fábrica de sombreros de hombre del país y su hermano Rolando participó en el golpe de Estado de 1943, fue presidente de la Unión Industrial Argentina y secretario de Industria y Comercio en el gobierno del dictador Edelmiro J. Farrell y en el primer gobierno de Juan Domingo Perón.
El 6 de octubre de 1934 se casó con Ricardo César Guardo, un odontólogo que fue luego profesor universitario y apoyó a Perón en la campaña electoral de 1945 y 1946 organizando el Centro Universitario Argentino. Fue elegido diputado y luego presidente de la Cámara de Diputados.
La señora Lillian Lagomarsino de Guardo acompañaba permanentemente a su esposo y la pareja tuvo amistad con los Perón. Cuando en 1947 se organizó la llamada gira del arco iris, Evita pensó que la necesitaba como acompañante dada su falta de experiencia. Inicialmente la señora de Guardo se negó para no dejar el cuidado de sus cuatro hijos pero finalmente, a pedido del propio Perón, decidió aceptar y comenzó asesorándola en la compra de la ropa para el viaje así como en cuestiones protocolares. La gira, que se inició el 6 de junio de 1947 desde el aeropuerto de Morón, abarcó varios países de Europa.
Al año siguiente su esposo cayó políticamente en desgracia y debió dejar la actividad política. Relata Lillian Lagomarsino en 1996, que  ella y Ricardo:

"[Nosotros] jamás criticamos al general Perón, ni a la Señora, ni al gobierno. Nosotros seguimos defendiendo las ideas justicialistas a ultranza, aunque muchas veces con Ricardo, en la intimidad, coincidíamos en que varios personajes no nos gustaban, y muchos procedimientos no nos parecían adecuados... pero lo peor fue el olvido de algunos peronistas que le debían favores a Ricardo, que nos habían frecuentado y que sin motivo nos dejaron de lado... Fue más terrible ese vacío, del que siempre ignoramos la causa, que la persecución posterior de la revolución libertadora".

Al caer Perón la familia debió partir al exilio. De 1974 a 1976 su esposo fue embajador argentino ante la Santa Sede y en 1976 fue por muy poco tiempo ministro de Defensa de la presidenta María Estela Martínez de Perón.

## Actividad empresaria
En 1973, Lillian Lagomarsino comenzó a dictar clases de cocina a familiares y amigas y, viendo su éxito, decidió abrir una pastelería en el barrio de Belgrano, llamado Mamía, que se convirtió en uno de los mejores locales de pastelería y repostería de la ciudad, cuya conducción quedó luego a cargo de su hija y sus nietas. Lillian Lagomarsino enviudó en 1984 y en 1996 escribió un libro de sus memorias titulado Y ahora…hablo yo.